# Arcana (videogioco)
Arcana, noto in Giappone come Card Master: Seal of Rimsalia (カードマスター リムサリアの封印?, Mastro Cartaio: Rimsalia no Fuuin), è un videogioco di ruolo per SNES, sviluppato e pubblicato da HAL Laboratory.
I personaggi del gioco sono rappresentati con delle carte e la meccanica di gioco rassomiglia ad un gioco di ruolo ambientato nei sotterranei invece che un gioco di carte effettivo. La morte di un personaggio equivale ad una carta strappata e le proprietà magiche di alcune carte spiegano le doti dei personaggi utilizzabili.

## Trama
La terra antica di Elemen cadde nel Caos a causa dell'Imperatrice Rimsala ed un gruppo di stregoni, i Mastri Cartai, s'unirono e sconfissero Rimsala, sigillandola lontano, non cancellando la sua eredità, comunque.

## Modalità di gioco
Arcana recupera alcuni elementi dei predecessori del genere per NES : in prima persona si esplorano gli ambienti e si interagisce, salvo poche eccezioni, con dei personaggi parlanti. Le battaglie sono tecnicamente limitate - poche animazioni a personaggio e nemico - in prima persona con il nemico innanzi e gli HP non vengono mostrati con dei numeri sopra il nemico, come per gli altri RPG della Square, ma con il testo, ricalcando Dragon Quest. Le caverne e i sotterranei sono i luoghi più pericolosi, colmi di trappole e vicoli ciechi. I personaggi aumentano le proprie statistiche predefinitivamente senza elementi casuali coinvolti.
Quattro spiriti elementari - Silfide (Vento), Efrite (Fuoco), Dao (Terra) e Mārid (Acqua) - aiutano il giocatore quando non si dispone di alleati umani e se morti possono essere risorti da un prete pagando una certa somma. Durante il combattimento, il proprio alleato spirituale è scelto a caso da una ruota in continuo giramento.
- La difficoltà del gioco è determinata da fattori vari:

Game Over facile: Se un solo personaggio umano durante la battaglia muore la partita termina
- Bassa prevenzione: Pochissime volte si sa quando si sta per affrontare un pericoloso boss di fine livello, solitamente un nemico assai più coriaceo di quelli comuni
- Il salvataggio è limitato nelle città di ogni regione visitata e quando si vuole ripristinare la salute e mana dei propri personaggi è obbligatorio il backtracking.
- Inventario limitato: Sono disponibili un massimo di quarantadue cellette per i propri oggetti e rispetto agli altri giochi di tipo RPG, ogni oggetto occupa una casella a parte e non può essere sovrapposizionato ad un altro dello stesso tipo.
- Linearità: Terminato di esplorare una località con dei nemici, non ci si può tornare più e c'è il rischio di incontrare nemici troppo forti se non ci si è alleati bene.

## Personaggi
Nota: i nomi originali sono tra parentesi.
- Rooks (ルークス Ruukusu Rooks): Eroe ed ultimo Mastro Cartaio, cui parenti furono durante la battaglia contro Galneon dieci anni prima. È versatile in tutto ma non eccelle in niente.
- Ariel (アラン Aran Alan): Amico d'infanzia di Rooks, si può interagire con lui.
- Teefa (ティーファ Teiifua Tifa): Apprendista di Ariel in stregoneria, l'unica a potersi perfezionare nell'undicesimo livello della statistica Attributo e prima ad unirsi a Rooks.
- Salah (サラ Sara Sarah): Prima figlia scomparsa di Wagnall di Lexford, accudita da Axs, chiromante anche lei.
- Darwin (アーウィン Aauin Arwen): Un elfo vagabondo con occhi policromati intercambiabili in base alla sua posizione nella squadra. Un personaggio versatile in tutte le categorie, si unisce a Rook per qualche motivo ignoto, poi scoperto con il susseguirsi della storia. Accompagna Rook più a lungo degli altri compagni.
- Axs (アックス Akkusu Ax): Ultimo membro dei Cavalieri di Lexford, dopo la morte del re, comincia a crescere la figlia Salah. Un guerriero in tutto e per tutto, quei pochi incantesimi a sua disposizione sono difensivi.
- Galneon (ガルネール Garuneeru Garnel): Cortigiano Magico di Lexford, in un tempo passato, assassinò il Re Wagnall e salì al trono. Tenta di conquistare i tre tesori necessari per risvegliare l'Imperatrice Limsala.